# Кернкросс, Джон
Джон Кернкросс (англ. John Cairncross; 25 июля 1913 — 8 октября 1995) — офицер британской разведки во время Второй мировой войны, работавший также на советскую разведку (агент «Лист», получивший псевдоним за любовь к музыке). До 1990 года считался вероятным пятым членом «Кембриджской пятерки», что не было подтверждено, пока его не выдал советский перебежчик Олег Гордиевский.

## Ранние годы и образование
Отец Кернкросса был продавцом скобяных изделий, а мать учительницей начальной школы в Лесмагахо, маленьком городке на краю вересковой пустоши, недалеко от Ланарка в центральном поясе Шотландии. Семья была многодетная: Джон был из её восьми отпрысков, многие из которых сделали выдающуюся карьеру. Трое его братьев стали профессорами, в том числе экономист Александр Киркланд Кернкросс (он же Алек Кернкросс).
Джон закончил школу Академии Гамильтона, затем Университет Глазго (где по своим способностям занял пятое место, соревнуясь за стипендию в 1930 году); в Сорбонне и Тринити-колледже в Кембридже он изучал французский и немецкий языки. В Кембридже он присоединился к Обществу современного языка (Modern Language Society), имевшему связи с Коммунистической партией.

## Начало профессиональной карьеры
После выпуска Кернкросс держал экзамен на право работать на британской государственной службе и занял первое место. В статье в Glasgow Herald от 29 сентября 1936 г. отмечалось, что Кернкросс добился «выдающегося двойного успеха, заняв 1-е место в списке Министерства внутренних дел и 1-е место в соревновании за право работать в Министерстве иностранных дел и на дипломатической службе».
Кэрнкросс сначала работал в Форин-офис, затем перешел в Министерство финансов и в Кабинет министров, где работал личным секретарем лорда Хэнки, секретаря Имперского военного кабинета. В этот период через его руки проходили все секретные военные документы и переписка Кабинета министров.
Предполагается, что в 1936 году Кернкросс был завербован НКВД, а завербовал его Джеймс Клагмен, один из самых влиятельных марксистов Кембриджа, который убедил его бороться против фашизма, помогая Коминтерну. Во время учёбы в университете Кернкросс не был отмечен какой-либо политической деятельностью. Его брат Алекс, который также учился в Кембридже до 1935 года, отмечал, что Джон «был колючий молодой человек, с которым трудно было спорить и который довольно легко мог вспылить».

## Работа на СССР
16 сентября 1941 года на совместном заседании учёных из Комитета M.A.U.D. («Military Application of Uranium Detonation»/«Военное применение детонации/взрыва урана») и Научно-консультативного совета Правительства Его Величества был представлен отчёт о результатах и перспективах научно-исследовательской работы. Стенограмму этого сверхсекретного заседания секретарь лорда Хэнки Джон Кернкросс передал в Москву, из неё явствовало, что атомную бомбу англичане планируют изготовить в течение двух лет. На это донесение обратил внимание начальник внешней разведки П. М. Фитин, который доложил об этом Л. Берии, распорядившемуся передать полученные сведения на экспертизу в 4-й спецотдел НКВД, занимавшийся научно-исследовательскими разработками. С этого момента в СССР фактически началась работа по созданию атомного оружия (операция «Энормоз» (Enormous (англ.) — огромный, чудовищный) — в период, когда враг рвался к Москве, а положение на фронтах было угрожающим. По мнению британской разведки, именно данные, переданные Кернкроссом об американских и британских исследованиях в области ядерного вооружения, легли в основу советской ядерной программы.
В 1941 году Кернкросс перешёл работать в секретный разведцентр Блетчли-парк, занимавшийся дешифровкой немецких военных сообщений. Это сделало его помощь Советскому Союзу поистине драгоценной: он передавал в Москву данные о главном противнике. Эту работу он не считал предательством, поскольку передавал союзнику жизненно важную информацию, которую намеренно удерживала клика правых британских политиков. Перебежчик Олег Гордиевский, раскрывший связи Кернкросса с советской разведкой, написал: «Шотландец Джон Кернкросс был в контрразведке и имел много материалов-перехватов немецких сообщений. И хотя англичане сами передавали военную информацию Советскому Союзу, но часть, которую они не хотели передавать, передавали секретно Кернкросс и завербованный им агент в отделе перехвата Лео Лонг».
В феврале 1943 года Кернкросс сообщил о планируемой Вермахтом операции на Курской дуге, на фронте протяжённостью 1200 км. Это позволило РККА выстроить противотанковую оборону и сконцентрировать свои танковые силы, а также нанести упреждающий авиаудар по позициям противника за 15 минут до планировавшегося немцами наступления и получить преимущество. За этот подвиг Кернкросс был награждён боевым Орденом Красного знамени.
В 1944 году Кернкросс перешёл на работу в МИ-6.
В конце войны Кернкросса перевели в Казначейство Великобритании. Несмотря на то, что сам Кернкросс утверждал, что прекратил сотрудничество с советской разведкой, его куратор Юрий Модин утверждает обратное. В 1948 году он прибыл в Лондон в качестве пресс-атташе Посольства СССР, чтобы курировать Бёрджесса, Бланта и Кернкросса, и отмечал, что вся важнейшая информация проходила через Казначейство и данные, предоставляемые Кернкроссом, были превосходными. В мемуарах 1994 года, которые Модин показал Кернкроссу перед публикацией, он назвал его «своим лучшим агентом». Он только сожалел, что Кернкросс был не слишком вежлив с аристократами из британского истеблишмента. «Почему его терпели на гражданской службе, мне было непонятно», — свидетельствовал Модин. Чтобы скрасить недовольство Кернкросса работой в Уайтхолле, советское правительство выделило деньги на покупку автомобиля для него, а в 1951 году — на свадебный подарок.
Кернкросс не смог освоить шпионскую микрокамеру, однако компенсировал это предоставлением полного пакета документов создаваемого НАТО — структуры альянса, схемы финансирования и состава.

## РасследованиеМИ5
Когда после двух лет расследования контрразведка MI5 заподозрила в шпионаже одного из «кембриджской пятёрки», Доналда Маклейна, которого куратор разведки в Великобритании Юрий Модин накануне ареста переправил в СССР через Швейцарию, сопровождать его до Швейцарии было поручено другому члену «пятёрки», Гаю Бёрджессу. Но вместо того, чтобы вернуться в Лондон, тот проехал дальше, в СССР, после чего на него уже пали подозрения. При обыске в его квартире был обнаружен футляр от гитары, набитый бумагами. Среди них был найден документ Форин-офис с рукописными заметками без авторства. Экспертиза почерка показала, что заметки принадлежат Кернкроссу. До этого момента Кернкросс утверждал, что дружит с Бёрджессом, однако не осведомлён о его заказчиках, той же версии придерживался Модин. Действительно, организация связей с агентами КГБ была столь совершенна, что Кернкросс, которого Бёрджесс как более высокое должностное лицо МИДа заставлял передавать ему секретные документы, был уверен, что тот делает это только для того, чтобы не затягивать время из-за обычной бюрократии.
Кернкросса поставили под наблюдение. Направляясь на метро в лондонский район Илинг, он якобы не заметил, что за ним следит агент МИ5 Энтони Симкинс. Однако пока Кернкросс стоял и курил, явившийся на встречу Модин увидел агентов контрразведки и удалился. Однако, составляя рапорт о слежке, Симкинс понял, что курение возле метро было знаком Кернкросса его советскому контакту, так как по жизни Кернкросс не курит.
Достаточных доказательств, которые можно было бы предъявить Кернкроссу на допросе, офицеры МИ5 так и не собрали, хотя именно этого от них требовал юрист МИ5 Бернард Хилл. Кернкросс успел всё-таки встретиться с Модиным и получить от него инструкции для допроса. Модин рекомендовал Кернкроссу не скрывать коммунистических симпатий и дружбы с Бёрджессом, но отрицать подозрения в шпионаже. На первом допросе Кернкросс быстро переиграл Симкинса и добился того же на втором допросе, который проводил Уильям Скардон. Получив нарекания за халатность в обращении с официальными документами, Кернкросс написал заявление об увольнении с гражданской службы.

## Последние годы
Уволившись, Кернкросс остался без гроша в кармане и без работы. Верный Юрий Модин дал ему денег на переезд в Чикаго, где Кернкросс обратился к академической карьере в Северо-Западном университете, став выдающимся экспертом по Мольеру и Паскалю, преподавателем романских языков. В 1964 году в Чикаго прибыл Артур Мартин, продолживший расследование дела кембриджской пятёрки после бегства Кима Филби и вновь обративший внимание на документы, касавшиеся Кернкросса, в поисках «четвёртого» и «пятого». На удивление, Кернкросс во всём признался. На обратном пути, уже в Вашингтоне, Мартин получил от Кернкросса свидетельство, которое затем привело к признанию Бланта.
После этого Кернкросс переехал в Рим, где работал в Продовольственной и сельскохозяйственной организации ООН, как в штаб-квартире, так и в отделе стран третьего мира. В декабре 1979 года в его дверь постучал журналист Барри Пенроуз, который провел несколько недель за изучением дела кембриджской пятерки и пришел к выводу, что пятый и есть Кернкросс. Его признание было опубликовано на первых страницах газет, а через 10 лет подтверждено советским перебежчиком Олегом Гордиевским.
Кернкросс провёл год в тюрьме в Риме, а потом уехал на юг Франции. В отличие от других, Кернкроссу никогда не предъявляли уголовных обвинений за передачу информации в Москву, его единственное тюремное заключение в Риме было по обвинениям, связанным с валютой. Преследуемый журналистами, он решил написать собственные мемуары, которые должны были выйти в 1996 году.
В 1995 году Кернкросс вернулся в Великобританию и в этом же году скончался после перенесенного инсульта. Автобиография Кернкросса «Шпион Энигмы» была опубликована в 1997 году. В 2001 году писатель Руперт Алласон проиграл судебное дело, в котором утверждал, что написал «Шпиона Энигмы» в обмен на авторские права и 50 % выручки от продажи книги.
Награждён Орденом Красного Знамени за успешное получение информации о немецких планах и операциях на советско-германском фронте во время Второй мировой войны

## Киновоплощения
- В сериале «Начальник разведки» в роли Джона Кернкросса снялся Иван Стебунов.
- В фильме «Игра в имитацию», повествующем о работе Алана Тьюринга над взломом кода «Энигмы», роль Кернкросса сыграл Аллен Лич.